# Ryō Marufuji
Ryō Marufuji (丸藤亮 Marufuji Ryō int. Zane Truesdale?) es un personaje ficticio de la serie de manga y anime Yu-Gi-Oh! GX. Es el Duelista más capacitado de la Academia de Duelos durante el primer año de Jaden Yūki. Al inicio de la serie se encontraba en su tercer año de la Academia, con el prestigio de nunca haber sido derrotado, ni siquiera por los maestros. Se le ve por primera vez con Alexis en las barandas superiores para el examen de admisión, pero es conocido más tarde por cuando Syrus quería huir de la academia para el Duelo Tag: en este momento tuvo su primer enfrentamiento con Jaden, y lo derrotó.

## Diseño del personaje
El personaje de Zane fue diseñado por Kenichi Hara. Su vestimenta durante el inicio de la serie hasta la "Sociedad de la Luz" es un clásico uniforme de Obelisco Azul, aunque con algunas diferencias notables, como que es el único que en lugar de un botón superior tiene una estrella, y la más notable es que su chaqueta no tiene una especie de capa al final sino que son algo así como dos picos hacia abajo.
Su segundo atuendo aparece a partir de la irrupción de la  "Sociedad de la Luz", cuando se transforma en "Kaiser Zane" (Capítulo 65), y este es uno similar al que usa Seto Kaiba de la serie original durante las peleas de Ciudad Batallas con la diferencia que él utiliza absolutamente todo de negro y que el cinturón lleva la letra "R" en la hebilla, por su nombre en la versión original, el cual es cambiado ocasionalmente en la versión internacional por una "K".
Este personaje fue diseñado como una especie de estudiante perfecto, con buenas notas y como buen atleta. En contraste con eso es uno de los personajes más fríos e insensibles de la serie, en especial como Kaiser, además de algo de desprecio a su hermano menor, y que a pesar de ser popular, no trata con desprecio a los estudiantes que no están a su nivel. Tampoco muestra sus sentimientos ni en los Duelos ni fuera de ellos, siendo pocas las personas a las que se los revela, como Atticus y Alexis Rhodes.

## Trayectoria en la serie
En la primera temporada reside en el dormitorio Obelisco Azul junto a Alexis Rhodes, inicialmente con Chazz Princeton, y más tarde con su amigo Atticus Rhodes. Es el mejor Duelista de toda la Academia, con un récord de 0 derrotas y 100% de victorias durante sus tres años que ha estado allí. Supuestamente ni los profesores lo lograban vencer, y es más, formaba parte de las reuniones de maestros con el rector, teniendo un papel importante en ellas, además de que solía pasar su tiempo libre en las noche hablando con Alexis. En un capítulo, una niña de nombre Blair Flannigan de 12 años (8 años en la versión de 4Kids), llega hasta la Academia solo para conocerlo porque en el torneo nacional lo conoció y se enamoró a primera vista, aunque luego termina sintiendo este afecto por Jaden.
Sus Duelos durante esta temporada son:
- Contra Jaden: victoria (único duelo que tiene en la primera parte de la primera temporada)

En la segunda parte de la primera temporada (en el arco de las bestias sagradas), le es otorgada una de las Llaves Espirituales al igual que a Jaden, Chazz, Alexis, Bastion, el profesor Banner y el doctor Crowler. Durante esta parte le pierde un poco de rencor a su hermano Syrus, y al igual que en la primera temporada pasa su tiempo libre en las noches hablando con Alexis. Pero al final de la temporada, cuando está a punto de graduarse, le dice que la extrañará cuando se gradúe, a lo que ella responde que también. Sus duelos en esta temporada son:
- Contra Cámula: derrota (se rindió contra la Jinete de las Sombras ya que de no hacerlo, ella enviaría al Reino de las Sombras a Syrus y no habría sido posible recuperarlo. Durante el duelo no había perdido un solo punto y aún mantenía los iniciales 4000, y antes de rendirse se ve que tenía la carta para derrotarla. En este Duelo perdió su cuerpo y su alma, pero luego es recuperada por Jaden.)

- Contra Jaden: empate (es en el Duelo de graduación de Zane, en uno de los mejores Duelos de la temporada entera debido a que se empieza a notar una gran mejoría en las habilidades de Duelo de Jaden: en el primer Duelo, este fue derrotado de manera contundente por Zane. En el final del Duelo, Zane Invoca a su monstruo más poderoso, "Ciber Dragón Final" con el efecto de la Carta "Vínculo de Poder", lo que eleva su poder a 8.000 ATK, pero cuando ataca Jaden activa su Carta Mágica de Juego Rápido conocida como "Fusión de Batalla", lo que le da los puntos de ATK iguales a los del "Ciber Dragón Final" (8.000). Zane también lo sorprendería jugando la misma carta que él jugó, lo que ahora los puntos de ATK se elevarían para  "Ciber Dragón Final" y en el último momento Jaden activa su Carta de Trampa conocida como "Fusión Final" para empatar en Duelo en donde los dos recibieron un daño de 57.800 puntos)luego de eso reconocería a Jaden como el mejor duelista de la academia una vez que se fuera

En la segunda temporada, ya es un Duelista de la Liga Profesional, pero por culpa de Sartorius, quien manipula un Duelo de Zane contra Aster Phoenix, hace que pierda su confianza en sí mismo, y cuando ha caído a lo más bajo, un sujeto desconocido le ofrece ayuda pero lo que hace es llevarlo a lo oscuro, haciendo que cambie su apariencia y personalidad de Zane Truesdale a "Hell Kaiser Zane" ("Emperador Infernal", capítulo 65), con lo que mejora aún más sus habilidades, pero a cambio desecha su Deck "Ciber Dragón" por nuevos dragones oscuros, además de que tiene la ambición de obtener el Deck del Inframundo, y se olvida de sus amigos. Sus Duelos durante esta temporada son:
- Aster: derrota (el Duelo fue mainpulado por Sartorius)
- Doctor Sheppard: victoria (el enfrentamiento ocurre en el dojo que tenía Sheppard en la cima helada de una montaña, en el cual se sabe que de pequeño Zane entrenó con él, y que fue Sheppard quien le obsequió el "Ciber Dragón Final", su carta más poderosa hasta ese momento, y de la cual se deshace en ese mismo episodio de forma muy cruel, reclamando el Deck del Inframundo)

- Atticus: victoria (para frenar al Kaiser en el torneo GX, Sheppard, de regreso a la Academia, pide a Atticus Rhodes, hermano mayor de Alexis Rhodes, que ayude a su amigo a recuperar su antigua forma de ser. Para ello, Atticus piensa que la mejor forma de recuperar algo de las tinieblas es entrando a ellas, por lo que para el Duelo recupera su personalidad como "Velo Nocturno", el cual da una gran batalla, pero los poderes del Kaiser son superiores y al derrotarlo, sin desearlo, sella para siempre la personalidad de "Velo Nocturno" en el fondo de la mente de Atticus, pero nada se logra para recuperar su mente)

- Syrus: victoria (Syrus intenta recuperar a su hermano, pero aunque para ese momento ya es un Ra Amarillo, el resultado es una victoria fácil para el Kaiser)

En la tercera temporada se muestra a un "Hell Kaiser" que si bien no es Yam bondadoso es menos cruel que en la segunda temporada y aunque sigue obsesionado por las victorias en especial contra rivales fuertes, aunque se descubre que está enfermo del corazón por lo cual no puede tener Duelos muy largos ya que al haber obtenido todo el "Deck del Inframundo" este le produce descargas eléctricas dirigidas a su sistema nervioso y corazón cada vez que roba una carta, pero todos (incluyéndolo) no lo saben. En esta temporada, al estar en una dimensión paralela, al perder un Duelo el perdedor morirá, por lo cual "Hell Kaiser" pierde contra Johan/Jesse poseído por Yubel, dando el mejor D uelo hasta el momento.
- Johan: inconcluso (fue un pequeño Duelo hecho de dimensión a dimensión para dar un choque de energía para abrir un portal y poder mandar la carta "Dragón Arco Iris" a Johan.)

- Monstruos de la Dimensión Diferente: victoria (los Duelos son tan cortos que ni siquiera se ven, exceptuando el final cuando gana.)

- Jaden Yuki: inconcluso (En Un intento para ayudarlo a salir del trauma por lo que hizo cuando era el rey supremo, Zane lo reta, no obstante el daño del corazón se nota ante todos)

- Johan poseído: derrota (Zane pierde por el efecto negativo de "Vínculo de Poder", Invocando al final a un "Ciber Dragón Final" de 16000 ATK gracias al efecto de la carta "Zona Cibernética".)

Ya en la cuarta temporada se muestra un Zane igual de apacible, como era en la Primera temporada, y con problemas del corazón, por lo cual nunca tiene un duelo completo 
- Makoto Inotsume: inconcluso (Zand no pudo terminarlo por su e enfermedad del corazón, Syrus toma su lugar)

## Deck
Zane, al igual que Alexis, usa monstruos que pertenecen al arquetipo "Ciber", pero a diferencia de ella que son Chicas Hadas, él usa diversos tipos de Dragones que al saberlos jugar correctamente puede convertirlos en monstruos de fuerza brutalmente letal.
- En las primeras temporadas que está en la Academia, Zane usaba monstruos del arquetipo "Ciber Dragón" cuyo color era entre gris y plateados. Su mejor carta en "Ciber Dragón Final", que había obtenido del doctor Sheppard cuando entrenaba con él a los nueve años; se podría decir que este tipo de monstruos representan la parte buena de Zane que quedó atrapada en lo profundo de la mente del Kaiser.

- A partir de la segunda temporada, cuando se convierte en Hell Kaiser Zane tras la derrota con Aster Phoenix, no solo su vestimenta cambia, sino también la mayor parte de sus monstruos cambian a un color oscuro, reemplazando sin misericordia a todos sus monstruos "Ciber Dragón" de color plateado, por unos más fuertes y sanguinarios. Incluso llegó a reírse cuando su propio "Ciber Dragón Final" era destruido por Sheppard, pues con eso tendría una excusa para iniciar su búsqueda de todas las piezas del legendario Deck del Inframundo.

- A partir de la tercera temporada, el único detalle concreto que se puede dar es que una mezcla entre el Deck del Inframundo y el Deck Ciber Dragón fue usada para crear el Deck de Zane Truesdale.

## Curiosidades
- Durante su estadía en la Academia de Duelos, Zane nunca tuvo una sola derrota. Ni siquiera los profesores pudieron ganarle.

- En la primera temporada, da la impresión de que la opinión de Zane en el consejo de maestros es de mucha importancia, pues para el torneo interescolar, él propuso a Jaden y nadie tuvo objeción, pero cuando el doctor Crowler propuso a Bastión, la mayoría se opuso por lo que tuvieron que enfrentarse Jaden y Bastion en un Duelo para decidir quién de los estudiantes de primer año representaría a la Academia de Duelos en el interescolar contra la Academia del Norte.

- Aparte de la derrota contra Aster Phoenix que fue manipulada por Sartorius, el único registro que se tiene de que Zane haya perdido es contra Syrus de pequeños, pero este último dijo que él mismo se dio cuenta de que lo hizo para hacerlo sentir bien. Por esto, Zane es estadísticamente hablando el mejor Duelista de la aAademia, algo en lo que ni Jaden Yuki (el protagonista de la serie) le hace frente.

- Zane es una persona bastante fría y reservada, y más como Kaiser. Además, durante su estadía en la Academia, aparte de sus admiradoras y dos amigos que son vistos en el capítulo "Una Doncella Enamorada", no parece relacionarse mucho con los demás; aunque Zane siempre ha dicho que lo único que le interesan son los Duelos: hasta ha dicho que "sí" estaba enamorado, pero de los Duelos.

- Puede que algunas de estas cartas sean de su deck: cyber dragon, cyber dragon, cyber dragon, proto-cyber dragon, cyber barrera dragon, cyber laser dragon, cuerno cyberoscuro, filo cyberoscuro, quilla cyberoscura, cyber fenix, cyber kirin, cyber ouroboros, cyber valley, armadura cybernetica, infernal dragon, exploder dragon, cyber dragon 2, cyber dragon final, chimeratech overdragon, dragon cyber oscuro, union poderosa, fusion futura, overload fusion, generador de prones unidos, negación despiadada, cápsula de la diferente dimension, criatura cambiante, polimerización, de-fusion, tifón del espacio místico, eliminación de límites, megamorfosis, impacto cyberoscuro!, zona cybernetica, explosión de la dimensión, pote de la avaricia, reflector unidad de ataque, retorno del alma, polarizador de daños, llamado del cementerio, guardia de fusión, oculta tegnología cybernetica, removedor de trampas, branch!.

- Datos: Q2569488